# Корнелија Кол Фербанкс
Корнелија Кол Фербанкс (енгл. Cornelia Cole Fairbanks; Мерисвил, 14. јануар 1852 — Индијанаполис, 24. октобар 1913) била је жена је 26. потпредседника Сједињених Држава Чарлса В. Фербанкса и друга дама Сједињених Америчких Држава у периоду од 4. марта 1905. — 4. марта 1909. године. Била је на челу покрета за право гласа жена и залагала се за женска права у политици, за америчке жене у 20. и 21. веку.

## Детињство, младост, образовање и породица
Рођена је 1852. године у Мерисвилу у Охају. Њени родитељи су били Филандер Кол, сенатор државе Охајо и Дороти Витер.
Похвађала је Женски универзитет Визли у Охају, који је завршила 1872. године. 1874. године удала се за Чарлса В. Фербанкса, којег је упознала док је радила на Универзитету Визли, док је радила за школске новине. Из брака са Фербанксом имала је четири сина и једну ћерку :
- Роберт Фернбакс, похађао Јејл
- Ричард М. Фербанкс, похађао Јејл и био капетан у Другом светском рату
- Аделејд Фербанкс, удата за доктора Хораса Алена
- Варен Чарлс Фербанкс
- Фредерик Кол Фербанкс

Корнелија и Чарлс су се преселили у Индијану, где је он почео да извучава закон, а она заједно са њим, давајући му тако подршку. Помогла му је у његовој пракси и охрабрила га да уђе у политику.

## Активизам
Била је један од оснивача женског књижевног клуба у Индијанаполису и била председник тог клуба у периоду од 1885. до 1888. године. У том периоду била је такође унутар Државног одбора за добротворне послове.
Корнелија се 1897. године, са својим супругом, који је у то време био сенатор Сједињених Држава преселила у Вашингтон. 1899. године била је домаћин британско-америчке комисије на путу за Аљаску. Град Фербанкс на Аљасци је непосредно након тога назван у част њеног мужа.
Корнелија је изабрана за председника Народног друштва Ћерке америчке револуције 1901. године и служила је у два термина у том својству. Током свог мандата помогла је прикупљању средстава за изградњу Меморијалне хале у Вашингтону. Биа је активна и у Џорџ Јуниор организацији, центру за адолесценте.
Након истека мандата, њеног супруга за потпредседника Сједињених Држава, кренули су на путовање светом, 1910. године. Били су на пријему у резиденцији краља Едварда VII. Била је протестантккиња и подржавала мисионарски рад.
Преминула је 24. октобра 1913. године од упале плућа. Сахрањена је поред свог супруга на Краун Хил гробљу у Индијанаполису

## Наслеђе
Корнелија Кол Фербанкс се сматрала снажним прогресивним оперативцем иза политичке сцене, која је помогла да се отвори пут за улазак жена у политику у Сједињеним Државама. Сматрана је способном и великим активистом за женска права, а уз њену помоћ изграђен је и други женски књижевни клуб у Индијанаполису, где је Корнелија била у националном одбору. Остала је упамћена као борац за права жена, која се борила за право учествовање жена у политици у 20. и 21. веку.
Била је једна од најпознатијих жена у Сједињеним Државама током свог времена, и сматрала се паметнијом од њеног мужа. Уложила је велику своту новца у Корнелија Кол Фербанс фонд, преко којег је помогнуто да се направи Корнелија Кол Фербанкс центар, за лечење зависности од алкохола у Индијанаполису.